# Arminio (Scarlatti)
Pour les articles homonymes, voir Arminio.
Arminio est un dramma per musica en trois actes, composé par Alessandro Scarlatti sur un livret d'Antonio Salvi. L'œuvre est créée à la Villa Medicea de Pratolino, en septembre 1703. L'argument s'appuie sur l'histoire véridique d'Arminius, chef germanique ayant défait plusieurs légions romaines en l'an 9.
L'opéra de Scarlatti est remonté à Naples au Teatro San Bartolomeo (19 novembre 1714) et à Londres (The King's Theatre) la même année ; à Florence  au Teatro del Cocomero (carnaval 1716) et en février 1722 à Rome, au Teatro Capranica.
Le livret de Salvi est repris ensuite de multiples fois : par Antonio Caldara (1705), Carlo Francesco Pollarolo (1722), Johann Adolph Hasse (1730), Gaetano Maria Schiassi et Haendel (1733, adapté pour le public anglais), Giuseppe Ferdinando Brivio (1739), Carl Heinrich Graun (1745), Paolo Scalabrini (1746) et Baldassare Galuppi (1747), ainsi que sous forme de plusieurs pasticcio.

## Rôles
- Arminio, prince des Chérusques
- Tusnelda, femme d'Arminio et fille de Segestes
- Segeste, père de Tusnelda, prince des Chattes et allié de Varo
- Varo, général de l'armée romaine sur le Rhin
- Sigismondo, fils de Segeste et amoureux de Ramise
- Ramise, sœur d'Arminio
- Tullio, capitaine de Varo

## Argument
Le prince Arminio est le prisonnier du général romain, Varo, ainsi que sa femme, Tusnelda, que Varo aime secrètement. Le père de Tusnelda, Segeste passé dans le camp romain et qui déteste Arminio, décide sa mort. Tusnelda déclare vouloir mourir avec son mari. Diverses péripéties reportent l'exécution. Après la mort de Varo, Arminio pardonne à Segeste et offre à Sigismondo son beau-frère, la main de sa sœur pour unir encore mieux les deux familles.

## Sources
- (en) Edward J. Dent, Alessandro Scarlatti : his life and works, Londres, E. Arnold, 1960 (1re éd. 1905), 259 p. (lire en ligne), p. 102
- Gino Negri et Cesare Fertonani (trad. Sylviane Falcinelli, Dominique Férault et Mireille Zanutini Tansman), L'Opéra italien : histoire, traditions, répertoire [« L'Opera italiana »], Paris, Flammarion, 1987, 347 p. (ISBN 978-2-08-012059-5, OCLC 319758592, BNF 43175344), « Scarlatti, Alessandro », p. 298.